# Benedict Groeschel
Benedict Joseph Groeschel, CFR (23 de julho de 1933 - 3 de outubro de 2014) foi um frade franciscano norte-americano, padre católico, mestre de retiros, autor, psicólogo, ativista e apresentador de televisão. Ele apresentou o programa de entrevistas na televisão Sunday Night Prime (originalmente Sunday Night Live) transmitido pela Eternal Word Television Network, além de vários especiais religiosos em série.
Ele fundou o Escritório de Desenvolvimento Espiritual da Arquidiocese Católica Romana de Nova York. Foi Diretor Associado da Trinity Retreat House do clero e diretor executivo da St. Francis House. Foi professor de psicologia pastoral no St. Joseph's Seminary em Nova York e professor adjunto no Institute for Psychological Sciences em Arlington, Virginia. Ele foi um dos fundadores dos Frades Franciscanos da Renovação e entre seus amigos íntimos estavam Madre Teresa, Madre Angélica e Alice von Hildebrand.

## Infância e educação
Nascido Robert Peter Groeschel em 23 de julho de 1933, em Jersey City, Nova Jersey, foi o mais velho dos seis filhos de Edward Joseph Groeschel e Marjule Smith Groeschel.
Groeschel freqüentou a escola católica de ensino fundamental e médio (Imaculate Conception High School, em Montclair, Nova Jersey) e, em 1950, ingressou no mosteiro de São Félix da Ordem dos Capuchinhos (mais tarde transformado em Igreja Bom Pastor dos Estados Unidos). Irmãos em Cristo) em Huntington, Indiana. Como novato em St. Felix, Groeschel conheceu e ficou profundamente impressionado com o Beato Solanus Casey. Após nove meses em Indiana, Groeschel completou seu noviciado no convento da ordem na província de Detroit em 1951.
No ano seguinte, ele foi admitido à profissão temporária de votos e recebeu o nome religioso de Benedict Joseph, em homenagem a um santo franciscano, Benedict Joseph Labre.
Groeschel fez sua profissão perpétua em 1954 e foi ordenado sacerdote em 1959. Ele obteve um mestrado em aconselhamento no Iona College em 1964 e um doutorado em Educação (D.Ed.), com especialidade em psicologia, no Teachers College, Columbia University em 1971.

## Carreira
Em 1960, Groeschel se tornou o capelão da Children's Village, uma instalação para crianças emocionalmente perturbadas, com sede em Dobbs Ferry, Nova York. Em 1965, ele se juntou à equipe do Seminário de São José. Ele lecionou na Fordham University, Iona College e Maryknoll Seminary. Em 1967, ele fundou a St. Francis House, no Brooklyn, Nova York, que oferece um refúgio seguro para jovens que procuram um novo começo na vida. Em 1974, o cardeal Terence Cooke, arcebispo de Nova York, pediu que ele estabelecesse o Retiro da Trindade em Larchmont, Nova York, que fornece orientação espiritual e retiros para o clero. Em 1984, o arcebispo (futuro cardeal) John Joseph O'Connor, sucessor do cardeal Cooke, nomeou Groeschel para o cargo de promotor da causa de canonização do cardeal Cooke. (O cardeal Cooke é reconhecido como um servo de Deus em maio de 2015.)
Na década de 1980, Groeschel tornou-se um dos primeiros apoiadores da emissora de televisão católica Eternal Word Television Network (EWTN). Michael Warsaw, presidente do conselho e diretor executivo da EWTN, declarou: "Em muitos dos dias mais difíceis da história da EWTN, o padre Benedict era um forte e forte defensor da Madre Angélica".
Em 1985, Groeschel co-fundou, com Christopher Bell, o Good Counsel Homes para mulheres e crianças grávidas e sem-teto.
Em 1987, respondendo ao chamado do Papa João Paulo II por ordens religiosas para renovar suas comunidades, Groeschel e sete colegas capuchinhos se separaram de sua ordem para " seguir uma vida religiosa mais tradicional que realçava a vida comunitária e as roupas tradicionais, enquanto servia os pobres e carentes." Eles formaram os Frades Franciscanos da Renovação com a missão de pregar reformas e servir os pobres. No momento de sua morte, a ordem havia crescido para "115 irmãos e padres e 31 irmãs em nove conventos nos EUA, quatro na Europa e dois conventos na América Central".
Depois de ingressar no Instituto de Ciências Psicológicas em 2000, Groeschel ministrou um curso intensivo anual focado em como prestar assistência prática a pessoas que sofrem trauma, estresse extremo e tristeza, ao mesmo tempo em que integra valores religiosos com aconselhamento e psicoterapia.
Groeschel foi presidente da Casa St. Francis e das Casas do Bom Conselho. Ele fazia parte do conselho da Universidade Ave Maria em Nápoles, Flórida, e era membro da Associação Americana de Psicologia. Ele também esteve envolvido no abrigo Padre Pio, na residência de Santo Antônio, no centro de jovens de São Francisco e no centro médico de São Bento, em Honduras.

## Autor e ativista
Ao longo de sua carreira, Groeschel foi "um oponente franco do aborto e foi rápido em defender a igreja contra o que via como críticas injustas, o que o agradava particularmente aos católicos conservadores".
Groeschel recebeu ampla atenção do público através de seus compromissos de pregação, aparições na escrita e na televisão. Ele foi o autor de mais de 30 livros e gravou mais de 100 séries de áudio e vídeo. Ele publicou artigos em várias revistas católicas mensalmente. Seus últimos livros incluíram As Lágrimas de Deus (2008), Perguntas e Respostas sobre a Sua Jornada a Deus (2007), A Vida Conduzida pela Virtude (2006) e Por que Acreditamos? (2005) Seu programa semanal de televisão, Sunday Night Live, com o padre Benedict Groeschel, ofereceu uma mistura de entrevistas, respondendo a perguntas dos espectadores e discutindo questões espirituais e sociais relacionadas à fé católica.
Groeschel era um ativista católico altamente visível, primeiro no movimento dos direitos civis. Ele criticou publicamente representações ofensivas da Igreja Católica na cultura popular e na mídia. Em setembro de 1998, ele liderou protestos do lado de fora de um teatro Off-Broadway na cidade de Nova York contra a produção da peça de Terrence McNally, Corpus Christi. Em seu livro de 2002, From Scandal to Hope, ele acusou o Boston Globe, o New York Times e o San Francisco Chronicle de revelar preconceito anticatólico em sua cobertura do escândalo de abuso sexual que perturbou a igreja. "Raramente na história do jornalismo eu tenho visto ataques tão virulentos a qualquer instituição que deveria receber tratamento justo na imprensa", escreveu ele.
Em abril de 2005, após a eleição do cardeal Joseph Ratzinger como Papa Bento XVI, Groeschel disse que o novo papa "havia sido muito mal abusado pela mídia americana". Ele achava que as experiências do papa durante a Segunda Guerra Mundial haviam sido distorcidas e sua personalidade deturpada.

## Acidente de carro
Em 11 de janeiro de 2004, Groeschel foi atingido por um automóvel enquanto atravessava uma rua em Orlando, Flórida. Ele "sofreu vários ossos quebrados e sangramento intracraniano", e durante um período de quatro horas, não teve pressão arterial, batimentos cardíacos ou pulso por cerca de 20 minutos. Alguns dias depois, o trauma desencadeado um ataque cardíaco quase fatal. Enquanto se recuperava de seus ferimentos, ele colaborou com John Bishop no livro Não há acidentes: em todas as coisas confie em Deus. Ele transmitiu seu primeiro programa ao vivo na EWTN em 24 de outubro de 2004. Embora o acidente o tenha deixado com o uso limitado do braço direito e dificuldade em andar, ele voltou a pregar e a fazer retiros no final de 2004 e continuou a manter uma programação completa. Como ele disse ao New York Times quase quatro anos após o acidente: "Eles disseram que eu nunca iria viver. Eu vivi. Eles disseram que eu nunca pensaria. Eu penso. Eu acho que eles disseram que eu nunca andaria. Eu andei. Eles disseram que eu nunca dançaria, mas nunca dancei de qualquer maneira. "

## Outros problemas de saúde
Em 1984, Groeschel teve problemas cardíacos que foram tratados com cirurgia de ponte de safena.
Em 2009, Groeschel, então com 75 anos, sofreu um derrame menor durante a noite de 20 a 21 de março. O derrame causou dificuldades cognitivas e de fala temporárias que foram notáveis em sua aparição em 29 de março como apresentador do Sunday Night Live do EWTN com o padre Benedict Groeschel, onde tornou pública a condição. Durante o programa, Groeschel afirmou que o derrame foi a razão pela qual o Padre Andrew Apostoli (também de sua comunidade) o substituiu na semana anterior e afirmou que decidiu voltar tão cedo "para que os espectadores que estejam sofrendo de alguma forma não acima."
Notavelmente durante a transmissão, Groeschel errou o nome de Apostoli como "Padre Agostinho" e "confundiu uma história recente no noticiário quando disse que a Universidade de Notre Dame estava recebendo um prêmio do Presidente Obama". Foi relatado que enquanto o programa continuava "ele estava falando muito mais normalmente. Ele até zombou de si mesmo por ter errado o nome do padre Andrew: 'Eu nunca vou esquecer isso.' "

## Comentários sobre abuso sexual
Desde 1973, Groeschel atuou como diretor de desenvolvimento espiritual da Arquidiocese de Nova York. Foi nessa condição de "defensor do sacerdócio" que ele foi atraído pelos escândalos de abuso sexual que surgiram no início dos anos 2000.
Em 2002, com um grande número de denúncias públicas acusando padres de abuso sexual contra menores, Groeschel causou alguma controvérsia durante um sermão em uma igreja de Yonkers. Ele descreveu as reportagens sobre o assunto como uma "perseguição da mídia" contra o catolicismo, com o objetivo de "destruir qualquer influência pública que a igreja possa ter". Essa percepção de perseguição foi uma com a que "muitos oficiais da igreja concordaram", reportaria o The New York Times mais tarde. Groeschel também disse à platéia dos Yonkers que "eu conheci algumas dessas pessoas [os padres acusados] e elas estão entre as pessoas mais penitentes que conheci na minha vida. Quando você pega a mídia, não ouve falar da penitência. "

## Morte
Devido à saúde em declínio, Groeschel havia se mudado para a Casa de São José para os idosos em Totowa, dirigida pelas Pequenas Irmãs dos Pobres. Ele morreu lá às 23 horas em 3 de outubro de 2014.
Ele tinha uma condição médica em andamento que era grave o suficiente para que os preparativos para comemorar sua vida, incluindo uma homenagem no Facebook, fossem iniciados em 9 de setembro de 2014 por membros de sua ordem religiosa. Em 30 de setembro de 2014, a Cardeal Newman Society anunciou em sua página no Facebook que recebera a notícia de que Groeschel "caiu e feriu novamente o mesmo braço que foi ferido em seu acidente há dez anos" e pediu que as pessoas solicitassem orações de intercessão por sua saúde ao "Venerável Solanus Casey, um ex-companheiro de quarto de Pe. Groeschel que está em processo de beatificação". Os médicos informaram que eles achavam desaconselhável tentar reparar o braço lesionado (cotovelo e ombro fraturados), pois ele já estava em uma condição debilitada pela doença em curso e dificilmente sobreviveria à cirurgia. Ele voltou para casa, mas continuou com muita dor. Ele morreu devido a complicações de sua doença em andamento.
No dia de sua morte, Groeschel se encontrou com Michael Mencer que, quando criança, teve sua degeneração macular juvenil revertida, que ele e sua família credenciaram à intercessão da irmã Miriam Teresa Demjanovich, SC. Este evento foi aceito pelo Vaticano como um milagre que qualificou Demjanovich a ser beatificado - isso seria declarado em uma missa no dia seguinte na Basílica da Catedral do Sagrado Coração de Newark (a primeira missa de beatificação a ser realizada nos EUA e não em Roma). Demjanovich e Groeschel nasceram em Bayonne, Nova Jersey. Mencer tinha a relíquia de Demjanovich (uma mecha de seu cabelo) que ele carregava quando sentiu seus problemas de visão se elevarem e a emprestou a Groeschel, que se abençoou com isso.
Br. Shawn Conrad O'Connor, CFR estava com Groeschel no momento de sua morte. O'Connor afirmou que, depois de "um dia difícil" de dor, Groeschel e ele rezaram o rosário que acompanhava a gravação da Madre Angelica na EWTN. Após a oração, O'Connor notou que Groeschel não respondeu e não conseguiu encontrar o pulso. Depois de algumas vezes pedindo uma resposta, O'Connor notou que sua boca e olhos se moviam e sentiu que Groeschel estava dormindo ou em um "pequeno transe" em que vinha entrando recentemente. O'Connor então se deitou. Alguns minutos depois, uma enfermeira entrou e determinou que Groeschel havia morrido. O'Connor afirmou que a última ação consciente de Groeschel foi rezar o rosário e sustentou que era "um belo caminho a percorrer".
O'Connor observou que, devido a doença e dor, Groeschel "nos últimos dois anos e especialmente no último mês... ele realmente sofreu... Parecia que ele estava fazendo seu purgatório bem na sua frente... ele realmente sofreu e tirou muito tempo do purgatório, eu acho ". O padre Andrew Apostoli, observando essa dor, lembrou que Groeschel havia dito a ele "'Rezei a Deus para que tivesse um grande sofrimento antes de morrer, para dar um bom exemplo para as pessoas.' Parece que foi assim que Deus respondeu a essa oração. "
Os membros de sua ordem consideravam o momento de sua morte providencial, pois naquela noite não era apenas a vigília antes de uma mulher de sua cidade natal ser beatificada, mas também porque ela caiu na vigília da Festa de São Francisco de Assis (sua fundador) de acordo com o calendário litúrgico católico. (Essa vigília também é chamada de "Transitus" pelos franciscanos, onde eles se reúnem para "lembrar ritualmente a passagem de Francisco de Assis desta vida para Deus", "especifica a memória viva de Francisco" e "intensifica... o compromisso" seguir a Cristo no caminho do pobre homem de Assis. ")
Na página memorial montada por membros de sua ordem, há uma citação de Groeschel sobre sua atitude em relação à morte ", São Vicente de Paulo disse: 'Se você ama os pobres, sua vida será preenchida com luz solar e você não será assustado na hora da morte. Desejo testemunhar que isso é verdade. "
Os restos mortais de Groeschel foram colocados em um caixão simples de pinho (de acordo com o governo de sua comunidade) e sepultados na cripta do mosteiro do Santíssimo Sacramento em 12 de outubro de 2014, após uma missa fúnebre na Catedral Basílica do Sagrado Coração. em Newark, Nova Jersey.

## Livros
- God and Us, Daughters of St. Paul, 1982
- Listening at Prayer, Paulist Press, 1984
- Spiritual Passages: The Psychology of Spiritual Development "for those who seek", Crossroad, 1984
- The Courage to be Chaste, Paulist Press, 1985. ISBN 978-0-8091-2705-4
- Stumbling Blocks or Stepping Stones: Spiritual Answers to Psychological Questions, Paulist Press, 1988
- Thy Will Be Done: A Spiritual Portrait of Terence Cardinal Cooke, Alba House, 1990
- The Reform of Renewal, Ignatius Press, 1990. ISBN 978-0-89870-286-6ISBN 978-0-89870-286-6
- A Still Small Voice: A Practical Guide on Reported Revelations, Ignatius Press, 1993. ISBN 978-0-89870-436-5ISBN 978-0-89870-436-5
- Healing the Original Wound: Reflections on the Full Meaning of Salvation, Servant, 1993
- Heaven in Our Hands: Living the Beatitudes, Servant, 1994
- Augustine: Major Writings (Crossroad Spiritual Legacy Series), Crossroad, 1995
- Arise From Darkness: What to Do When Life Doesn't Make Sense, Ignatius Press, 1995. ISBN 978-0-89870-525-6ISBN 978-0-89870-525-6
- In the Presence of Our Lord, Our Sunday Visitor, 1997
- A Priest Forever: The Life of Eugene Hamilton, Our Sunday Visitor, 1998
- Praying In The Presence Of Our Lord: Prayers For Eucharistic Adoration, Our Sunday Visitor, 1999
- Quiet Moments: 120 Daily Readings, Servant, 2000
- The Journey Toward God, Servant, 2000
- The Cross at Ground Zero, Our Sunday Visitor, 2001
- Behold, He Comes: Meditations on the Incarnation, Servant, 2001 ISBN 1569553157
- From Scandal to Hope, Our Sunday Visitor, 2002
- The King, Crucified And Risen: On The Passion And Glory Of Christ, Servant, 2002
- Rosary: The Chain of Hope, Ignatius Press, 2003. ISBN 978-0-89870-983-4ISBN 978-0-89870-983-4
- There Are No Accidents: In All Things Trust in God, Our Sunday Visitor, 2004
- Praying To Our Lord Jesus Christ: Prayers and Meditations Through the Centuries, Ignatius Press, 2004. ISBN 978-1-58617-041-7ISBN 978-1-58617-041-7
- A Drama of Reform, Ignatius Press, 2005. ISBN 978-1-58617-114-8ISBN 978-1-58617-114-8
- The Virtue Driven Life, Our Sunday Visitor, 2006
- Praying with the Creed: Meditations from the Oratory, Our Sunday Visitor, 2007
- Questions and Answers About Your Journey to God, Our Sunday Visitor, 2007
- Everyday Encounters with God: What Our Experiences Teach Us about the Divine, Word Among Us, 2008
- Experiencing the Mystery of Christ: Meditations from Oratory, Our Sunday Visitor, 2008
- The Journey of Faith: How to Deepen Your Faith in God, Christ, and the Church, Our Sunday Visitor, 2009
- Tears of God, Ignatius Press, 2009
- After This Life: What Catholics Believe About What Happens Next, Our Sunday Visitor, 2009
- Praying Constantly: Bringing Your Faith to Life, Our Sunday Visitor, 2010
- Travelers Along the Way: The Men and Women Who Shaped My Life, Servant, 2010
- I am with You Always, Ignatius Press, 2010. ISBN 978-1-58617-257-2ISBN 978-1-58617-257-2
- The Saints in My Life: My Favorite Spiritual Companions, Our Sunday Visitor, 2011
- Jesus and Mary: In Praise of Their Glorious Names, Our Sunday Visitor, 2012

## Gravações de áudio
Padre Groeschel fez muitas gravações de áudio. Entre eles estão duas gravações do rosário com o cantor e compositor Simonetta que estão na rádio católica há mais de uma década:
- The Rosary is a Place, The Saint Philomena Foundation, 2002
- The Rosary is a Luminous Place, The Saint Philomena Foundation, 2004